# AC Doukas
L’AC Doukas est un club grec de handball basé à Maroússi, au nord d'Athènes. Il possède une section masculine et féminine

## Handball masculin

### Palmarès
Compétitions nationales
- Championnat de Grèce (3) :  1998, 2001, 2008
- Coupe de Grèce (4) : 1998, 1999, 2008, 2010

## Handball féminin

### Palmarès
Compétitions nationales
- Championnat de Grèce (1) :  1994
- Coupe de Grèce (1) : 1994